# Pu Yanzhu
Pu Yanzhu (en chino: 蒲彦竹, 2005) es una deportista china que compite en gimnasia rítmica, en la modalidad de conjuntos. Ganó tres medallas en el Campeonato Mundial de Gimnasia Rítmica de 2023, oro en la prueba de 5 con aro y plata en el concurso completo y en 3 con cinta + 2 con pelota.

## Palmarés internacional
| Campeonato Mundial | Campeonato Mundial | Campeonato Mundial | Campeonato Mundial         |
| Año                | Lugar              | Medalla            | Prueba                     |
| ------------------ | ------------------ | ------------------ | -------------------------- |
| 2023               | Valencia (España)  | Medalla de oro     | 5 con aro                  |
| 2023               | Valencia (España)  | Medalla de plata   | Concurso completo          |
| 2023               | Valencia (España)  | Medalla de plata   | 3 con cinta + 2 con pelota |